# Gustav-Heinemann-Bürgerpreis

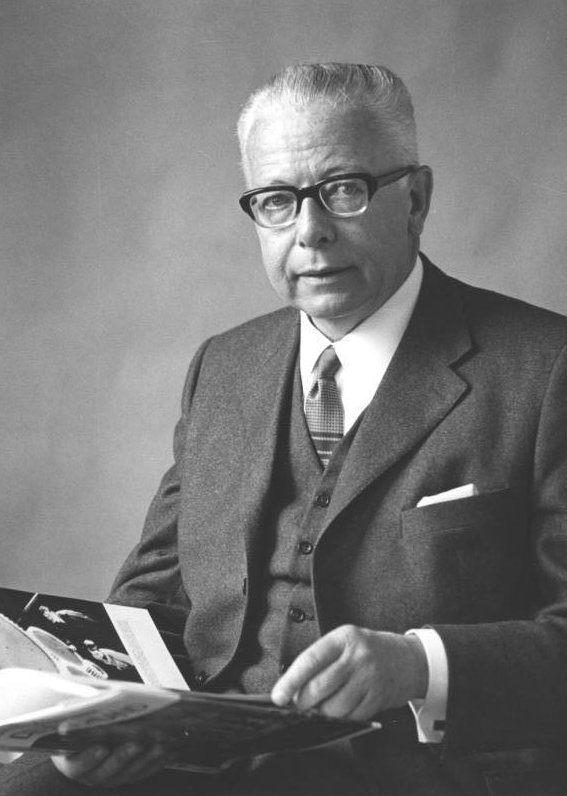
Gustav Heinemann (1969)

Der Gustav-Heinemann-Bürgerpreis ist eine Auszeichnung für Personen, Gruppen oder Organisationen, die sich um Freiheit und Gerechtigkeit in eigenverantwortlicher Haltung verdient gemacht haben. Der Preis wurde im Jahr 1977 im Gedenken an den früheren Bundespräsidenten Gustav Heinemann von der SPD gestiftet. Er wird jährlich, möglichst in zeitlicher Nähe zum 23. Mai, dem Tag der Verkündung des Grundgesetzes, vergeben und ist mit 10.000 Euro dotiert. Er soll für alle Ermutigung sein, die von Gustav W. Heinemann vorgelebten Bürgertugenden zu verwirklichen.
In der Satzung heißt es:

„Freiheit und Gerechtigkeit in einem demokratischen und sozialen Rechtsstaat, das ist die Forderung unserer Verfassung. Das Lebenswerk Gustav W. Heinemanns war darauf angelegt, das große Angebot des Grundgesetzes allen Bürgern bewusst zu machen. Mit der Verleihung des Preises sollen Menschen ermutigt werden, diese Forderungen des Grundgesetzes zu erfüllen und in ihrer Haltung und ihren Handlungen mehr eigenverantwortliche Mitwirkung und Mitbestimmung mündiger Bürger in unserem Staat zu wagen.“

Die Vorschläge zur Preisverleihung unterbreitet ein Kuratorium, das vom SPD-Parteivorstand eingesetzt wird. Dem Kuratorium gehören unter anderem Christina Rau (Witwe des früheren Bundespräsidenten Johannes Rau und Enkeltochter von Gustav Heinemann), Helga Grebing (Historikerin), Peter Heinemann (Jurist, Sohn Gustav Heinemanns), Manfred Wichelhaus (Theologe, Schwiegersohn Gustav Heinemanns), Niels Annen, Jürgen Schmude, Christel Riemann-Hanewinckel, André Schmitz, Karsten Rudolph, Brigitte Zypries und Dietmar Nietan an. Vorsitzender des Kuratoriums ist Henning Scherf.

## Preisträger
- 1977: Freiburger Hilfsgemeinschaft e. V. für psychisch Kranke, Behinderte und Gefährdete
- 1977: Deutsche Sektion von Amnesty International
- 1977: Kurt Scharf, Altbischof
- 1978: Redaktion von Kennzeichen D
- 1979: Arbeitskreis für das ausländische Kind e. V. und Sozialkritischer Arbeitskreis Darmstädter Bürger e. V.
- 1980: Heinrich Albertz, Pastor und Politiker
- 1981: Deutsche Gesellschaft für Friedens- und Konfliktforschung
- 1982: Egon Bahr, Politiker
- 1983: Aktion Sühnezeichen/Friedensdienste und Josef Felder
- 1984: Zentralstelle für Recht und Schutz der Kriegsdienstverweigerer aus Gewissensgründen e. V. und Major Helmuth Prieß
- 1985: Deutsche Sektion von Greenpeace
- 1986: Käte Strobel, Bundesministerin a. D.
- 1987: Gebrüder von Braunmühl
- 1988: Bundesarbeitsgemeinschaft kritischer Polizistinnen und Polizisten
- 1989: Flüchtlingsbeirat Berlin
- 1990: Friedrich Magirius
- 1991: Marie-Schlei-Verein e. V.
- 1993: Regine Hildebrandt, Politikerin
- 1994: Schwester Monika Hesse, für ihr Engagement für Berliner Obdachlose; Monika Hauser, Gynäkologin und Gründerin von medica mondiale
- 1995: Schüler Helfen Leben, deutsch-polnische Schulpartnerschaft Carl-von-Ossietzky-Oberschule Berlin-Kreuzberg/Liceum Ogolnoksztalcace Now Sol/Lessing-Gymnasium Hoyerswerda
- 1996: Klaus Staeck, Künstler; Franziska Hundseder
- 1997: Forum Ziviler Friedensdienst
- 1998: Friedhelm Hengsbach, Eduard Wörmann
- 1999: Hans-Joachim Fliedner, Leiter a. D. des Kulturamtes der Stadt Offenburg
- 2000: Ruth Misselwitz, Ulrike Poppe, Andrea Richter
- 2001: Michael Hugo, Bürgerrechtler, Chemnitz/Weimar
- 2002: Erhard Eppler, Bundesminister a. D.
- 2003: Bundesarbeitsgemeinschaft Hospiz
- 2004: Lucienne Schmitt und Hans Leyendecker, Journalist
- 2005: Kein Preis verliehen
- 2006: Nicole Lüdeking und Jana Böttner
- 2007: Peter Eigen, Gründer von Transparency International
- 2008: (nicht vergeben)
- 2009: Bianca Richter von der Bürgerinitiative „Demokratie anstiften“ in Reinhardtsdorf-Schöna und  Richard Schröder
- 2010: Heinz Buschkowsky
- 2011: Discover Football[1]
- 2012: Klaus Mertes[2]
- 2013: Dritte Generation Ostdeutschland[3]
- 2014: Patrick Dahlemann[4]
- 2015: Netzwerk für Demokratie und Courage (NDC)
- 2016: Aktionsnetzwerk Leipzig nimmt Platz
- 2017: Can Dündar[5]
- 2018: (nicht vergeben)
- 2019: Pulse of Europe
- 2020: (nicht vergeben)
- 2021: Aktion meet2respect
- 2022: (nicht vergeben)
- 2023: Belarusische Gemeinschaft „Razam“